# Hybridtechnik
Die Hybridtechnik bezeichnet die Kombination verschiedener Technologien und Systeme, um deren Vorteile zu vereinen und Nachteile zu minimieren. Dieser Ansatz wird in unterschiedlichen Bereichen angewendet, insbesondere in der Automobilindustrie, der Energieerzeugung und der Luftfahrt. In den letzten Jahren hat die Hybridtechnik an Bedeutung gewonnen, da sie zur Effizienzsteigerung und zur Reduzierung von Emissionen beiträgt.

## Anwendungsgebiete

### Automobilindustrie
In der Automobilindustrie bezieht sich Hybridtechnik auf Fahrzeuge, die sowohl einen Verbrennungs- als auch einen Elektromotor nutzen. Hybridfahrzeuge zeichnen sich durch folgende Typen aus:
- Mild-Hybrid: Dies sind spezielle Maschinen in der Forstwirtschaft, die die Funktionen eines Harvesters und eines Forwarders kombinieren. Diese Fahrzeuge verfügen über einen Elektromotor, der den Verbrennungsmotor unterstützt, jedoch nicht unabhängig arbeiten kann. Sie ermöglichen das Fällen von Bäumen und den Transport des Holzes, während sie gleichzeitig den Kraftstoffverbrauch senken und den Bodendruck reduzieren.
- Voll-Hybrid: Dies sind Fahrzeuge, die sowohl über einen Verbrennungsmotor als auch über einen Elektromotor verfügen, die unabhängig voneinander arbeiten können. Diese Fahrzeuge nutzen den Elektromotor sowohl zur Unterstützung des Verbrennungsmotors als auch als primäre Antriebsquelle, wodurch sie im elektrischen Modus emissionsfrei fahren können. Vollhybride optimieren den Kraftstoffverbrauch und reduzieren die Umweltbelastung, indem sie die Energieeffizienz verbessern und den Kraftstoffverbrauch in städtischen und Stop-and-Go-Verkehrssituationen senken.
- Plug-in-Hybrid: Plug-in-Hybride sind Fahrzeuge, die sowohl über einen Verbrennungsmotor als auch über einen Elektromotor verfügen, die unabhängig voneinander arbeiten können. Diese Fahrzeuge können an einer externen Stromquelle aufgeladen werden, wodurch sie eine größere elektrische Reichweite bieten als herkömmliche Hybride. Plug-in-Hybride ermöglichen es, im elektrischen Modus emissionsfrei zu fahren und den Kraftstoffverbrauch in städtischen Gebieten zu reduzieren, während sie die Flexibilität eines Verbrennungsmotors für längere Fahrten bieten.[1]

### Energieerzeugung
Im Bereich der Energieerzeugung kommen Hybridkraftwerke zum Einsatz, die verschiedene Energiequellen kombinieren, um die Zuverlässigkeit und Effizienz der Stromproduktion zu erhöhen. Beispiele sind:
- Solar-Wind-Hybridanlagen: Dies kombiniert Solar- und Windenergie, um eine effiziente und nachhaltige Stromerzeugung zu ermöglichen. Diese Systeme nutzen Solarmodule zur Umwandlung von Sonnenlicht in elektrische Energie und Windturbinen zur Nutzung der Windkraft. Die integrierte Steuerung optimiert die Energieerzeugung, indem sie die Stromproduktion beider Quellen koordiniert, sodass die Anlage sowohl bei sonnigen als auch bei windigen Bedingungen effizient arbeitet. Solar-Wind-Hybridanlagen verbessern die Versorgungssicherheit, reduzieren die Abhängigkeit von fossilen Brennstoffen und tragen zur Verringerung der CO2-Emissionen bei.[2]
- Biomasse-Solar-Hybridkraftwerke: Es kombiniert die Energieerzeugung aus Biomasse und Solarenergie, um eine nachhaltige und effiziente Stromproduktion zu gewährleisten. Diese Anlagen nutzen Biomasse, wie Holzreste oder landwirtschaftliche Abfälle, als Brennstoff, während Photovoltaikanlagen die Sonnenstrahlung in elektrische Energie umwandeln. Die Kombination beider Energiequellen optimiert die Stromerzeugung, da sie unterschiedliche Wetterbedingungen und Tageszeiten berücksichtigt. Biomassen-Solar-Hybridkraftwerke tragen zur Reduzierung von Treibhausgasemissionen bei, fördern die Nutzung erneuerbarer Ressourcen und erhöhen die Energieversorgungssicherheit.[3]

### Luftfahrt
Die Hybridtechnik wird auch in der Luftfahrt erforscht, um den Treibstoffverbrauch zu senken und die Emissionen zu reduzieren. Hybridflugzeuge kombinieren konventionelle Triebwerke mit elektrischen Antriebssystemen. Dies kann zu einer verbesserten Energieeffizienz und geringeren Betriebskosten führen.

## Vorteile der Hybridtechnik
Die Hybridtechnik bietet mehrere Vorteile:
- Erhöhte Effizienz: Durch die Kombination verschiedener Technologien kann die Gesamtenergieeffizienz gesteigert werden.
- Emissionsreduktion: Hybridsysteme tragen zur Senkung von CO2-Emissionen und anderen Schadstoffen bei.
- Flexibilität: Hybridlösungen können an unterschiedliche Anforderungen und Bedingungen angepasst werden, was ihre Anwendbarkeit erhöht.[4]

## Herausforderungen
Trotz der Vorteile gibt es auch Herausforderungen bei der Umsetzung der Hybridtechnik:
- Hohe Investitionskosten: Die initialen Kosten für Hybridtechnologien können höher sein als für herkömmliche Systeme.
- Technologische Komplexität: Die Integration verschiedener Systeme erfordert spezielles Wissen und Technologien.
- Infrastruktur: Besonders im Automobilbereich stellt der Ausbau der Ladeinfrastruktur für Plug-in-Hybride eine bedeutende Herausforderung dar.[5]